# Formigueret bigotut
El formigueret bigotut (Myrmotherula ignota) és una espècie d'ocell de la família dels tamnofílids (Thamnophilidae).

## Hàbitat i distribució
Habita la selva pluvial i vegetació secundària a les terres baixes del centre i est de Panamà i oest de Colòmbia.